# WISE 0350-5658

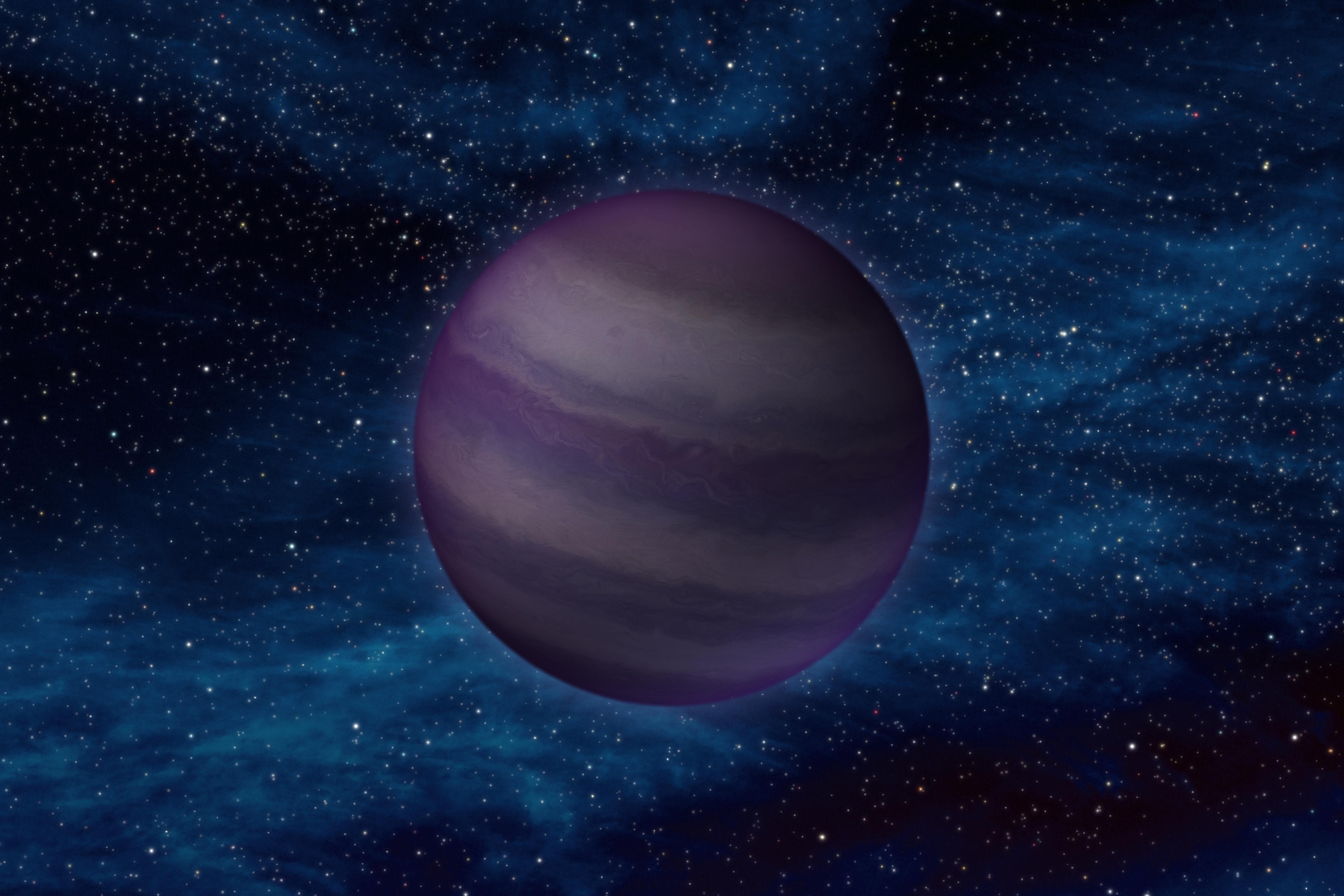
WISE 1828+2650 棕矮星

WISE J035000.32-565830.2（编号可以缩写为WISE 0350-5658）是一颗光谱分类为Y1的棕矮星，位于网罟座中， 距离地球大约19.4光年。

## 发现
WISE 0350-5658是于2012年由J·大卫·柯克帕特里克（J. Davy Kirkpatrick）等人从廣域紅外線巡天探測衛星（WISE）收集的数据中发现的。该卫星是美国宇航局发射的40厘米波长红外线太空望远镜，环绕地球飞行，它的任务从2009年12月直到2011年2月。2012年，J·大卫·柯克帕特里克等人在天文物理期刊上发表文章，宣布通过WISE发现了七颗光谱分类为Y型的棕矮星，其中一颗就是WISE 0350-5658。

## 距离
WISE 0350-5658是已知最近的棕矮星之一，据马什等人2012年估计，它的视差约为0.238 ± 0.038 角秒，这与4.2+0.8
−0.6 pc （13.7+2.6
−1.9 ly）的距离相符合。
WISE 0350-5658的估计距离
| 来源               | 视差/mas | 距离/pc      | 距离/ly       | 参考文献    |
| ------------------ | -------- | ------------ | ------------- | ----------- |
| 马什等人（2012年） | 238 ± 38 | 4.2+0.8 −0.6 | 13.7+2.6 −1.9 | [ 1 ] [ 2 ] |

非三角视差法估测的距离用斜体表示，最好的估计用粗体表示。